# Сіренко Володимир Федорович
Володи́мир Фе́дорович Сіре́нко (нар. 1 листопада 1960, с. Покровська Багачка, Хорольського району, Полтавської області) — український диригент, головний диригент і художній керівник Національного заслуженого академічного симфонічного оркестру України. Лауреат Національної премії імені Тараса Шевченка. Народний артист України (2008). Професор кафедри оперно-симфонічного диригування Національної музичної академії України імені П. І. Чайковського, член-кореспондент Національної академії мистецтв України.

## Життєпис

### Навчання

1970—1976 рр. — Хорольська ДМШ, викладач по класу баяна Сокіл М. О.
1976—1980 рр. — Полтавське музичне училище ім. М.Лисенка, клас заслуженого вчителя України Білька О.Д (баян) та викладача Жорнової В.В (диригування).
1980—1985 рр. — Київська державна консерваторія ім. П. І. Чайковського, оркестровий факультет, клас доцента Крапиви С. О. (баян); професора Семешка А. А. (диригування).
1984—1989 рр. — Київська державна консерваторія ім. П. І. Чайковського, диригентський факультет, клас професора Власенка А. Г.(оперно-симфонічне диригування).

### Творча діяльність
Диригентський дебют відбувся у 1983 році на сцені Національної філармонії України (у програмі концерту — твори Стравінського, Булеза, Шенберга).
1989—1993 рр. — асистент головного диригента Державного заслуженого академічного симфонічного оркестру України Ігоря Блажкова, згодом другий диригент оркестру.
У 1990 році став фіналістом (дипломантом) Міжнародного конкурсу диригентів ім Вацлава Таліха у Празі.
З 1992 викладав в Київській консерваторії,
1991—1999 рр. —художній керівник та головний диригент Заслуженого академічного симфонічного оркестру Національної радіокомпанії України.
З 1999 р.— художній керівник та головний диригент Національного заслуженого академічного симфонічного оркестру України.
2011—2014 рр.— головний диригент Національного ансамблю «Київські солісти».

### Відзнаки і нагороди
- Заслужений діяч мистецтв України (1997)[3]
- Лауреат Національної премії України імені Тараса Шевченка (2001)
- Народний артист України (2008)
- Кавалер Ордена князя Ярослава Мудрого V ступеня (2018)

### Основні програми
- Й. С. Бах — Меса сі мінор, «Страсті за Матвієм», «Страсті за Іоанном», «Страсті за Марком», «Страсті за Лукою»
- Г.Берліоз — «Засудження Фауста»
- Густав Малер. Симфонії № 1-9, «Пісня про землю»
- К.Дебюссі — «Муки Святого Себастьяна»
- А.Онеґґер — «Жанна Д'Арк на вогнищі»
- Б.Лятошинський. Симфонії № 1-5
- В.Сильвестров — «Реквієм для Лариси». Симфонії № 7-9 (світові прем'єри)
- Є.Станкович — «Панахида за померлими з голоду», «Каддиш-реквієм», «Слово про Ігорів похід» (світова прем'єра), «Страсті за Тарасом» (світова прем'єра)
- І.Карабиць — «Заклинання вогню», «Сад божественних пісень», Концерти для оркестру № 1-3.
- Ю.Ланюк — «Скорбна мати» (світова прем'єра).

### Постановник
К.Цепколенко — камерна опера «Доля Доріана» (1991 р.), оперна студія Національної музичної академії України ім. П. І. Чайковського, режисер-постановник Валентин Щоголів.
В.Губаренко — опера-ораторія «Згадайте, братія моя» (1992 р.), концертне виконання.
І.Стравінський — опера-ораторія «Цар Едіп» (1998 р.), м. Київ, Майдан Незалежності, режисер-постановник Василь Вовкун .
Дж. Пуччіні — опера «Сестра Анджеліка» (2003 р.), Національна філармонія України, режисер-постановник Тетяна Зозуля.
Дж. Верді — опера «Ріголетто» (2003 р.), оперна студія Національної музичної академії України ім. П. І. Чайковського, режисер-постановник Валентин Щоголів.
К.Орф — сценічна кантата «Карміна Бурана» (2007 р.), м. Київ, Співоче поле, режисер-постановник Василь Вовкун.
П.Чайковський — опера «Іоланта» (2007 р.), оперна студія Національної музичної академії України ім. П. І. Чайковського, режисер-постановник Ірина Нестеренко.
К. В. Глюк — опера «Орфей та Еврідіка» (2010 р.), оперна студія Національної музичної академії України ім. П. І. Чайковського, режисер-постановник Лариса Леванова.
Є.Станкович — фольк-опера «Коли цвіте папороть» (2017 р.), Львівська національна опера, режисер-постановник Василь Вовкун.
Є.Станкович — опера «Страшна помста» (2022 р.), Львівська національна опера, режисер-постановник Андреас Вайріх

### Гастролі
Гастролював в: Австрії, Бахрейні, Бельгії, Білорусі, Болгарії, Великій Британії, Грузії, Іспанії, Італії, Казахстані, Канаді, Китаї, Кореї, Лівані, Нідерландах, Німеччині, Об'єднаних Арабських Еміратах, Омані, Польщі, Португалії, Словаччині, США, Туреччині, Франції, Чехії, Японії.

### Оркестри
Диригував оркестрами:
- The Royal Philharmonic Orchestra
- Sinfonia Varsovia
- Оркестром Польського радіо (NOSPR)
- Jerusalem Symphony Orchestra
- Israel Sinfonietta
- Братиславським оркестром радіо,
- Brooklyn Philharmonic Symphony Orchestra, США.
- BBC Philharmonic та ін..

### Сцени
Виступав на відомих сценах: паризьких Театру Опера Комік та Театру на Єлісейських Полях (Франція), Royal Concertgebouw (Амстердам), Берлінська філармонія, Центр Мануеля де Фалья (Гранада), Зал Народової філармонії (Варшава), Барбикан хол та Кадоган хол (Лондон), Сеул-Арт-Центр (Корея), Рой Томпсон хол (Торонто), Tokyo Opera City Hall, Brucknerhaus Linz та ін.

### Звукозапис
Здійснив понад 200 записів до фондів Українського радіо, які включають симфонії Моцарта № 38,41, Бетховена № 9, Дворжака № 7,9, «Німецький реквієм» Брамса, «Дзвони» Рахманінова. Він записав понад 50 компакт-дисків, а CD-альбом «Реквієм для Лариси» Валентина Сильвестрова номінувався на премію «Греммі» 2005 року. Здійснив записи музики до фільмів українських і зарубіжних композиторів (близько 40 ігрових, документальних, анімаційних фільмів).

### Місія
Одним з головних напрямків у творчості Володимира Сіренка є виконання та популяризація творів українських композиторів, серед яких — твори З. Алмаші, Г. Гаврилець, В. Губаренка, Л. Дичко, І. Карабиця, Ю. Ланюка, Б. Лятошинського, С. Луньова, Г. Ляшенка, В. Польової, Л. Ревуцького, В. Сильвестрова, М. Скорика, Є. Станковича, О.Шимка, І. Щербакова.

### Громадянська позиція
2000 року В, Сіренко був нагороджений званням «заcлужений діяч мистецтв Російської Федерації», проте 2014 з початком російської агресії від цього звання відмовився. У 2022 з початком повномасштабного вторгнення відмовився виконувати твори російських композиторів, а 2023 звільнився з НМАУ ім. Чайковського у зв'язку з небажанням колективу закладу відмовитися від імені російського композитора на тлі російської агресії.